# Scardamia iographa
Scardamia iographa är en fjärilsart som beskrevs av Louis Beethoven Prout 1932. Scardamia iographa ingår i släktet Scardamia och familjen mätare. Inga underarter finns listade.